# La banda di Harry Spikes
La Banda di Harry Spikes (The Spikes Gang) è un film del 1973 diretto da Richard Fleischer, con Lee Marvin.

## Trama
Harry Spikes è un furbo e spregiudicato pistolero e rapinatore di banche che, rimasto ferito, viene nascosto e curato da tre adolescenti, Will, Les e Tod, inizialmente all'oscuro del suo passato criminoso.
Una volta guarito, l'uomo affascina i ragazzi con il racconto delle sue rapine, arrivando presto a convincerli a seguirlo con l'illusione di facili guadagni. I tre abbandonano le loro famiglie di poveri contadini e seguono il furfante nelle sue prossime avventure. Imparando ad usare le pistole, diventano un po' alla volta, sotto la guida di Spikes, dei rapinatori incalliti. Ma il delitto non paga: il successo dei loro crimini viene controbilanciato presto dalla rapida discesa agli inferi che li attende tutti quanti.
Durante una rapina Tod, il più pasticcione dei tre ragazzi, rimane colpito da un proiettile alla schiena. La banda fugge ed Harry Spikes è pronto ad abbandonare il ragazzo moribondo, se non fosse per l'ostinazione degli altri due, che non sono disposti a lasciare l'amico. Ma le ferite di Tod sono incurabili. Dopo la sua morte ai restanti membri della gang appare ormai chiaro che le cose non saranno più come prima e il gruppo si scioglie.
Mentre le autorità locali sono sulle tracce dei rapinatori, Will si separa momentaneamente da Les e torna a casa. Quando cerca di ricongiungersi con l'amico, scopre che Harry Spikes li ha traditi, accordandosi con uno sceriffo, al quale ha promesso di consegnare i ragazzi in cambio di un salvacondotto per sé. Les, nel periodo in cui è rimasto da solo, è caduto vittima di un'imboscata organizzata proprio da Spikes ed è stato gravemente ferito e preso prigioniero. Will, di nascosto, riesce a raggiungerlo. Vorrebbe liberarlo e portarlo in salvo, ma le sue condizioni sono disperate e il ragazzo muore tra le sue braccia.
A questo punto Will è determinato a vendicare con il sangue la morte dei suoi amici e a farla pagare al loro ex mentore. Spikes, dal canto suo, si sta godendo i frutti delle sue rapine, quando viene raggiunto dal ragazzo, che lo affronta armato di pistola.
Nella sparatoria che segue Spikes resta ucciso e Will gravemente ferito all'addome. Con le ultime forze, il ragazzo si trascina fino alla stazione. Le energie vitali lo abbandonano un attimo prima di salire sul treno che lo potrebbe riportare a casa. Mentre agonizza, il ragazzo ha la mente piena del ricordo dei suoi giorni passati, insieme agli amici perduti, prima che Harry Spikes entrasse nelle loro vite per distruggerle.